# Hirvisaari (ö i Birkaland, Övre Birkaland, lat 62,11, long 24,34)
Hirvisaari är en ö i Finland. Den ligger i sjön Kurkijärvi och i kommunen Mänttä-Filpula i den ekonomiska regionen  Övre Birkalands ekonomiska region  och landskapet Birkaland, i den södra delen av landet, 220 km norr om huvudstaden Helsingfors. Öns area är 0,4 hektar och dess största längd är 120 meter i sydöst-nordvästlig riktning.